# فارسون (خانمیرزا)
فارسون، روستایی در دهستان ارمند بخش ارمند شهرستان خانمیرزا در استان چهارمحال و بختیاری ایران است.

## جمعیت
بر پایه سرشماری عمومی نفوس و مسکن در سال ۱۳۹۵، جمعیت این روستا برابر با ۷۴۷ نفر (۱۷۹ خانوار) بوده‌است.